# Coupe de France masculine de handball 2015-2016
Navigation
Coupe de France 2014-2015 Coupe de France 2016-2017
La coupe de France de handball masculin 2015-2016 est la 33e édition de la compétition. Il s'agit d'une épreuve à élimination directe mettant aux prises des clubs de handball amateur et professionnel affiliés à la Fédération française de handball. 
Le tenant du titre est le Paris Saint-Germain HB, vainqueur la saison précédente du HBC Nantes.
La finale a lieu le 21 mai 2016 à l'AccorHotels Arena (anciennement appelée Bercy) à Paris et est remportée pour la 13e fois par le Montpellier Handball, qui a battu en finale le Paris Saint-Germain 38 à 32.

## Déroulement de la compétition
La compétition est répartie sur huit tours plus une finale où les clubs amateurs rentrent les premiers, rejoints par les clubs professionnels de deuxième division, puis de première :
- 1er tour : Entrée des clubs de N3, N2, N1. Tirage par secteur géographique.
- 2e tour : Tirage par secteur géographique sans protection.
- 3e tour : Tirage par secteur géographique sans protection.
- 4e tour : Entrée des clubs de D2. Tirage par secteur géographique avec protection des clubs de ProD2.
- 5e tour : Entrée des clubs de D1 et tirage par secteur géographique avec protection des clubs de D1.
- Tableau final à partir des 1/8e : Tirage intégral.

### Calendrier des matchs
- 12 et 13 septembre 2015 : 1er tour
- 26 et 27 septembre 2015 : 2e tour (entrée en jeu des clubs de D2)
- 7 et 8 novembre 2015 : 3e tour
- 28 et 29 novembre 2015 : 4e tour
- 19 et 20 décembre 2015 : Seizièmes de finale (entrée en jeu des clubs de D1)
- 6 et 7 février 2016 : Huitièmes de finale
- 24 février 2016: Quarts de finale
- 2 et 3 avril 2016 : Demi-finales
- 21 mai 2016 : Finale (à l'AccorHotels Arena, Paris 12e)

### Déroulement des rencontres
Un match se déroule en deux mi-temps de 30 minutes entrecoupées d'un temps de repos de 15 minutes. En cas d’égalité à la fin du temps réglementaire on effectue une épreuve des tirs au but. Les équipes peuvent inscrire jusqu'à 14 joueurs sur la feuille de match.

## Résultats détaillés

### 4etour (1/32e)
Parmi les principales surprises de ce tour, on trouve :
- la victoire 28 à 26 du Saint-Nazaire Handball, club de Nationale 2, face au Limoges Hand 87 (Pro D2) ;
- la victoire 27 à 20 du CPB Rennes Handball, club de Nationale 1, face au Angers Noyant Handball (Pro D2) ;
- la victoire 28 à 26 de l'ESM Gonfreville l'Orcher, club de Nationale 1, face à la JS Cherbourg (Pro D2).

### Seizièmes de finale
Les seizièmes de finale, marqués par l'entrée des clubs de D1, se sont déroulés le week-end du 19 et 20 décembre 2015. 
| Date             | Club recevant            | Division | Score   | Club visiteur               | Division |
| ---------------- | ------------------------ | -------- | ------- | --------------------------- | -------- |
| 19 décembre 2015 | Saint-Nazaire Handball   | N2       | 25 - 40 | Fenix Toulouse Handball     | LNH      |
| 20 décembre 2015 | ROC Aveyron              | N1       | 24 - 43 | Billère Handball            | Pro D2   |
| 19 décembre 2015 | Saint-Marcel Vernon      | N1       | 36 - 32 | USM Saran                   | Pro D2   |
| 18 décembre 2015 | Massy Essonne Handball   | Pro D2   | 24 - 27 | Dunkerque HGL               | LNH      |
| 19 décembre 2015 | CPB Rennes               | N1       | 18 - 28 | HBC Nantes                  | LNH      |
| 19 décembre 2015 | ESM Gonfreville l'Orcher | N1       | 21 - 29 | Chartres MHB 28             | LNH      |
| 18 décembre 2015 | UMS Pontault-Combault HC | Pro D2   | 22 - 31 | Cesson Rennes MHB           | LNH      |
| 18 décembre 2015 | Mulhouse HSA             | Pro D2   | 30 - 26 | US Créteil                  | LNH      |
| 18 décembre 2015 | Sélestat Alsace Handball | Pro D2   | 27 - 26 | US Ivry                     | LNH      |
| 19 décembre 2015 | Grand Nancy ASPTT        | Pro D2   | 23 - 36 | Paris Saint-Germain         | LNH      |
| 18 décembre 2015 | Grand Besançon Doubs HB  | Pro D2   | 22 - 29 | Tremblay-en-France Handball | LNH      |
| 19 décembre 2015 | Dijon Bourgogne Handball | Pro D2   | 27 - 34 | Montpellier Handball        | LNH      |
| 18 décembre 2015 | Cavigal Nice             | N1       | 27 - 38 | Chambéry Savoie Handball    | LNH      |
| 18 décembre 2015 | Valence Handball         | Pro D2   | 32 - 35 | Saint-Raphaël VHB           | LNH      |
| 19 décembre 2015 | Grenoble SMH/GUC         | N1       | 23 - 30 | Pays d'Aix UCH              | LNH      |
| 18 décembre 2015 | Istres OPH               | Pro D2   | 31 - 36 | USAM Nîmes Gard             | LNH      |

Parmi les « surprises », à noter les victoires du Saint-Marcel Vernon (N1) face à l'USM Saran (Pro D2), du Mulhouse HSA (Pro D2) face à l'US Créteil (LNH) et du Sélestat Alsace Handball (Pro D2) face à l'US Ivry (LNH).

## Tableau final
|  | Huitièmes de finale               | Huitièmes de finale    |                           |           | Quarts de finale | Quarts de finale |  |  | Demi-finales | Demi-finales |  |  | Finale                         | Finale                         |
|  | Huitièmes de finale               | Huitièmes de finale    |                           |           | Quarts de finale | Quarts de finale |  |  | Demi-finales | Demi-finales |  |  | Finale                         | Finale                         |
|  |                                   |                        |                           |           |                  |                  |  |  |              |              |  |  |                                |                                |
|  | 6 février 2016 à 18h00            | 6 février 2016 à 18h00 |                           |           | 24 février 2016  | 24 février 2016  |  |  | 2 avril 2016 | 2 avril 2016 |  |  | 21 mai 2016, AccorHotels Arena | 21 mai 2016, AccorHotels Arena |
|  | 6 février 2016 à 18h00            | 6 février 2016 à 18h00 |                           |           | 24 février 2016  | 24 février 2016  |  |  | 2 avril 2016 | 2 avril 2016 |  |  | 21 mai 2016, AccorHotels Arena | 21 mai 2016, AccorHotels Arena |
|  | Montpellier Handball              | 27                     |                           |           | 24 février 2016  | 24 février 2016  |  |  | 2 avril 2016 | 2 avril 2016 |  |  | 21 mai 2016, AccorHotels Arena | 21 mai 2016, AccorHotels Arena |
|  | Montpellier Handball              | 27                     |                           |           | 24 février 2016  | 24 février 2016  |  |  | 2 avril 2016 | 2 avril 2016 |  |  | 21 mai 2016, AccorHotels Arena | 21 mai 2016, AccorHotels Arena |
|  | Sélestat Alsace Handball (Pro D2) | 20                     |                           |           | 24 février 2016  | 24 février 2016  |  |  | 2 avril 2016 | 2 avril 2016 |  |  | 21 mai 2016, AccorHotels Arena | 21 mai 2016, AccorHotels Arena |
|  | Sélestat Alsace Handball (Pro D2) | 20                     | Montpellier Handball      | 35        |                  |                  |  |  | 2 avril 2016 | 2 avril 2016 |  |  | 21 mai 2016, AccorHotels Arena | 21 mai 2016, AccorHotels Arena |
|  | 5 février 2016 à 20h30            |                        | Montpellier Handball      | 35        |                  |                  |  |  | 2 avril 2016 | 2 avril 2016 |  |  | 21 mai 2016, AccorHotels Arena | 21 mai 2016, AccorHotels Arena |
|  | Saint-Raphaël VHB                 | 24                     |                           |           |                  |                  |  |  | 2 avril 2016 | 2 avril 2016 |  |  | 21 mai 2016, AccorHotels Arena | 21 mai 2016, AccorHotels Arena |
|  | Saint-Raphaël VHB                 | 24                     | Billère Handball (Pro D2) | 28        |                  |                  |  |  | 2 avril 2016 | 2 avril 2016 |  |  | 21 mai 2016, AccorHotels Arena | 21 mai 2016, AccorHotels Arena |
|  | 24 février 2016                   |                        | Billère Handball (Pro D2) | 28        |                  |                  |  |  | 2 avril 2016 | 2 avril 2016 |  |  | 21 mai 2016, AccorHotels Arena | 21 mai 2016, AccorHotels Arena |
|  | Saint-Raphaël VHB                 | 29                     |                           |           |                  |                  |  |  | 2 avril 2016 | 2 avril 2016 |  |  | 21 mai 2016, AccorHotels Arena | 21 mai 2016, AccorHotels Arena |
|  | Saint-Raphaël VHB                 | 29                     | Montpellier Handball      | 29        |                  |                  |  |  |              |              |  |  | 21 mai 2016, AccorHotels Arena | 21 mai 2016, AccorHotels Arena |
|  | 6 février 2016 à 20h00            |                        | Montpellier Handball      | 29        |                  |                  |  |  |              |              |  |  | 21 mai 2016, AccorHotels Arena | 21 mai 2016, AccorHotels Arena |
|  | Dunkerque HGL                     | 24                     |                           |           |                  |                  |  |  |              |              |  |  | 21 mai 2016, AccorHotels Arena | 21 mai 2016, AccorHotels Arena |
|  | Dunkerque HGL                     | 24                     | Saint-Marcel Vernon (N1)  | 24 (4tab) |                  |                  |  |  |              |              |  |  | 21 mai 2016, AccorHotels Arena | 21 mai 2016, AccorHotels Arena |
|  | 3 avril 2016                      |                        | Saint-Marcel Vernon (N1)  | 24 (4tab) |                  |                  |  |  |              |              |  |  | 21 mai 2016, AccorHotels Arena | 21 mai 2016, AccorHotels Arena |
|  | Pays d'Aix UCH                    | 24 (5tab)              |                           |           |                  |                  |  |  |              |              |  |  | 21 mai 2016, AccorHotels Arena | 21 mai 2016, AccorHotels Arena |
|  | Pays d'Aix UCH                    | 24 (5tab)              | Pays d'Aix UCH            | 25        |                  |                  |  |  |              |              |  |  | 21 mai 2016, AccorHotels Arena | 21 mai 2016, AccorHotels Arena |
|  | 5 février 2016 à 20h45            |                        | Pays d'Aix UCH            | 25        |                  |                  |  |  |              |              |  |  | 21 mai 2016, AccorHotels Arena | 21 mai 2016, AccorHotels Arena |
|  | Dunkerque HGL                     | 33                     |                           |           |                  |                  |  |  |              |              |  |  | 21 mai 2016, AccorHotels Arena | 21 mai 2016, AccorHotels Arena |
|  | Dunkerque HGL                     | 33                     | Fenix Toulouse Handball   | 26        |                  |                  |  |  |              |              |  |  | 21 mai 2016, AccorHotels Arena | 21 mai 2016, AccorHotels Arena |
|  | 24 février 2016                   |                        | Fenix Toulouse Handball   | 26        |                  |                  |  |  |              |              |  |  | 21 mai 2016, AccorHotels Arena | 21 mai 2016, AccorHotels Arena |
|  | Dunkerque HGL                     | 27                     |                           |           |                  |                  |  |  |              |              |  |  | 21 mai 2016, AccorHotels Arena | 21 mai 2016, AccorHotels Arena |
|  | Dunkerque HGL                     | 27                     | Montpellier Handball      | 38        |                  |                  |  |  |              |              |  |  |                                |                                |
|  | 6 février 2016 à 20h00            |                        | Montpellier Handball      | 38        |                  |                  |  |  |              |              |  |  |                                |                                |
|  |                                   | Paris Saint-Germain    | 32                        |           |                  |                  |  |  |              |              |  |  |                                |                                |
|  | Chambéry Savoie Handball          | Paris Saint-Germain    | 32                        | 25        |                  |                  |  |  |              |              |  |  |                                |                                |
|  | Chambéry Savoie Handball          |                        |                           | 25        |                  |                  |  |  |              |              |  |  |                                |                                |
|  | Cesson Rennes MHB                 | 28                     |                           |           |                  |                  |  |  |              |              |  |  |                                |                                |
|  | Cesson Rennes MHB                 | 28                     | Cesson Rennes MHB         | 28        |                  |                  |  |  |              |              |  |  |                                |                                |
|  | 6 février 2016 à 20h30            |                        | Cesson Rennes MHB         | 28        |                  |                  |  |  |              |              |  |  |                                |                                |
|  | HBC Nantes                        | 23                     |                           |           |                  |                  |  |  |              |              |  |  |                                |                                |
|  | HBC Nantes                        | 23                     | HBC Nantes                | 31        |                  |                  |  |  |              |              |  |  |                                |                                |
|  | 24 février 2016                   |                        | HBC Nantes                | 31        |                  |                  |  |  |              |              |  |  |                                |                                |
|  | Tremblay-en-France Handball       | 27                     |                           |           |                  |                  |  |  |              |              |  |  |                                |                                |
|  | Tremblay-en-France Handball       | 27                     | Cesson Rennes MHB         | 24        |                  |                  |  |  |              |              |  |  |                                |                                |
|  | 6 février 2016 à 20h00            |                        | Cesson Rennes MHB         | 24        |                  |                  |  |  |              |              |  |  |                                |                                |
|  | Paris Saint-Germain               | 35                     |                           |           |                  |                  |  |  |              |              |  |  |                                |                                |
|  | Paris Saint-Germain               | 35                     | USAM Nîmes Gard           | 26        |                  |                  |  |  |              |              |  |  |                                |                                |
|  |                                   |                        | USAM Nîmes Gard           | 26        |                  |                  |  |  |              |              |  |  |                                |                                |
|  | Chartres MHB 28                   | 30                     |                           |           |                  |                  |  |  |              |              |  |  |                                |                                |
|  | Chartres MHB 28                   | 30                     | Chartres MHB 28           | 24        |                  |                  |  |  |              |              |  |  |                                |                                |
|  | 6 février 2016 à 20h45            |                        | Chartres MHB 28           | 24        |                  |                  |  |  |              |              |  |  |                                |                                |
|  | Paris Saint-Germain               | 35                     |                           |           |                  |                  |  |  |              |              |  |  |                                |                                |
|  | Paris Saint-Germain               | 35                     | Paris Saint-Germain       | 45        |                  |                  |  |  |              |              |  |  |                                |                                |
|  |                                   |                        | Paris Saint-Germain       | 45        |                  |                  |  |  |              |              |  |  |                                |                                |
|  | Mulhouse HSA (Pro D2)             | 27                     |                           |           |                  |                  |  |  |              |              |  |  |                                |                                |

### Finale
| 21 mai 2016 19h00 | Montpellier Handball | 38 - 32          | Paris Saint-Germain  | AccorHotels Arena, Paris 12e Affluence : 15 200 Arbitrage : Stevann Pichon & Laurent Reveret |
| 21 mai 2016 19h00 | Dragan Gajić 9       | (18 - 13)        | Sergiy Onufriyenko 8 | AccorHotels Arena, Paris 12e Affluence : 15 200 Arbitrage : Stevann Pichon & Laurent Reveret |
| 21 mai 2016 19h00 | ×3 ×6                | Feuille de match | ×4* ×5               | AccorHotels Arena, Paris 12e Affluence : 15 200 Arbitrage : Stevann Pichon & Laurent Reveret |

* dont un pour Zvonimir Serdarušić 	.
| Montpellier Handball | Paris Saint-Germain |

|    | Composition:                 |     |           |                           |
| 1  | Vincent Gérard               | GB  | 10 arrêts |                           |
| 16 | Arnaud Siffert               | GB  |           |                           |
| 3  | Arthur Anquetil              | ALG |           |                           |
| 9  | Aymen Toumi                  | ALD |           |                           |
| 10 | Mathieu Grébille             | ARG | 8/11      | Carton jaune · Suspension |
| 11 | Jure Dolenec                 | ARD | 3/3       | Suspension · Suspension   |
| 14 | Michaël Guigou               | DC  | 2/3       |                           |
| 17 | José Costa                   | PVT | -         |                           |
| 18 | Felipe Borges                | ALG | 3/3       | Suspension                |
| 22 | Matej Gaber                  | PVT | 1/1       | Carton jaune · Suspension |
| 23 | Vid Kavtičnik                | ARD | 8/11      |                           |
| 25 | Jean-Loup Faustin            | ARG | 1/1       |                           |
| 27 | Ludovic Fabregas             | PVT | 3/3       | Suspension                |
| 30 | Dragan Gajić                 | ALD | 9/11      | Carton jaune              |
|    | Entraîneur : Patrice Canayer |     |           |                           |

| 38     | Buts marqués   | 32     |
|        | % réussite     | 68 %   |
|        | Jets de 7 m    | 1/1    |
| 12 min | Suspensions    | 10 min |
| 3      | Cartons jaunes | 4      |
| 0      | Cartons rouges | 0      |

|    | Composition:                     |     |          |                           |
| 16 | Thierry Omeyer                   | GB  | 3 arrêts |                           |
| 1  | Patrice Annonay                  | GB  |          |                           |
| 5  | Henrik Møllgaard                 | ARG |          | Suspension · Suspension   |
| 6  | William Accambray                | ARG |          |                           |
| 9  | Igor Vori                        | PVT | 5/5      | Carton jaune · Suspension |
| 11 | Benoît Kounkoud                  | ALD | 0/1      |                           |
| 19 | Luc Abalo                        | ALD | 3/4      |                           |
| 22 | Luka Karabatic                   | PVT |          |                           |
| 24 | Mikkel Hansen                    | ARG | 2/6      | Carton jaune · Suspension |
| 25 | Daniel Narcisse                  | DC  | 3/4      |                           |
| 33 | Sergiy Onufriyenko               | ARD | 8/11     |                           |
| 34 | Samuel Honrubia                  | ALG | 6/9      | Carton jaune              |
| 44 | Nikola Karabatic                 | DC  | 5/7      | Suspension                |
| 90 | Jeffrey M'Tima                   | ALG |          |                           |
|    | Entraîneur : Zvonimir Serdarušić |     |          |                           |

|    | Composition:                 |     |           |                           |
| 1  | Vincent Gérard               | GB  | 10 arrêts |                           |
| 16 | Arnaud Siffert               | GB  |           |                           |
| 3  | Arthur Anquetil              | ALG |           |                           |
| 9  | Aymen Toumi                  | ALD |           |                           |
| 10 | Mathieu Grébille             | ARG | 8/11      | Carton jaune · Suspension |
| 11 | Jure Dolenec                 | ARD | 3/3       | Suspension · Suspension   |
| 14 | Michaël Guigou               | DC  | 2/3       |                           |
| 17 | José Costa                   | PVT | -         |                           |
| 18 | Felipe Borges                | ALG | 3/3       | Suspension                |
| 22 | Matej Gaber                  | PVT | 1/1       | Carton jaune · Suspension |
| 23 | Vid Kavtičnik                | ARD | 8/11      |                           |
| 25 | Jean-Loup Faustin            | ARG | 1/1       |                           |
| 27 | Ludovic Fabregas             | PVT | 3/3       | Suspension                |
| 30 | Dragan Gajić                 | ALD | 9/11      | Carton jaune              |
|    | Entraîneur : Patrice Canayer |     |           |                           |

| 38     | Buts marqués   | 32     |
|        | % réussite     | 68 %   |
|        | Jets de 7 m    | 1/1    |
| 12 min | Suspensions    | 10 min |
| 3      | Cartons jaunes | 4      |
| 0      | Cartons rouges | 0      |

|    | Composition:                     |     |          |                           |
| 16 | Thierry Omeyer                   | GB  | 3 arrêts |                           |
| 1  | Patrice Annonay                  | GB  |          |                           |
| 5  | Henrik Møllgaard                 | ARG |          | Suspension · Suspension   |
| 6  | William Accambray                | ARG |          |                           |
| 9  | Igor Vori                        | PVT | 5/5      | Carton jaune · Suspension |
| 11 | Benoît Kounkoud                  | ALD | 0/1      |                           |
| 19 | Luc Abalo                        | ALD | 3/4      |                           |
| 22 | Luka Karabatic                   | PVT |          |                           |
| 24 | Mikkel Hansen                    | ARG | 2/6      | Carton jaune · Suspension |
| 25 | Daniel Narcisse                  | DC  | 3/4      |                           |
| 33 | Sergiy Onufriyenko               | ARD | 8/11     |                           |
| 34 | Samuel Honrubia                  | ALG | 6/9      | Carton jaune              |
| 44 | Nikola Karabatic                 | DC  | 5/7      | Suspension                |
| 90 | Jeffrey M'Tima                   | ALG |          |                           |
|    | Entraîneur : Zvonimir Serdarušić |     |          |                           |

| → Légende: ALD: Ailier droit, ALG: Ailier gauche, ARD: Arrière droit, ARG: Arrière gauche, DC: Demi-centre, GB: Gardien de but, PVT: Pivot |

## Vainqueur
| Vainqueur de la Coupe de France 2015-2016 Montpellier Handball 13e victoire |

## Coupes de France régionale et départementale
- Finale régionale :
  - HB Guilherand-Granges - SL Aubigny-Moutiers : 39 - 30 (Mi-temps : 21-15)
- Finale départementale :
  - HBS Cassis-Carnoux RLB - Handball Orvault : 30 - 20 (Mi-temps : 14-8)